# Подрыв плотины Кураховского водохранилища
Подрыв плотины Кураховского водохранилища (в некоторых источниках называемой также Терновской дамбой) произошёл 11 ноября 2024 года на фоне боёв за Курахово во время вторжения России на Украину. На момент взрыва плотина, внутри которой произошёл взрыв, контролировалась ВСУ.

## Предыстория
Кураховское водохранилище было построено на реке Волчья, использовалось в качестве водоёма-охладителя Кураховской ТЭС. Водохранилище имело площадь 15,32 км², полный объём 62,5 млн м³, полезный объём 17,9 млн м³.
С середины сентября 2024 года российские войска начали бои за Курахово, наступая на город сразу с нескольких направлений. По состоянию на 11 ноября 2024 года российские войска вели бои за село Сонцовка, расположенное в 5 километрах севернее плотины Кураховского водохранилища.

## Ход событий
11 ноября 2024 года начиная с 10 часов утра начали появляться сообщения о взрыве плотины Кураховского водохранилища, находящейся на берегу реки Волчья в селе Старые Терны, расположенном западнее Курахово. На момент взрыва плотина, внутри которой произошёл взрыв, контролировалась ВСУ. По информации главы Донецкой областной военно-гражданской администрации Вадима Филашкина, в 16:00 по местному времени уровень воды поднялся на 1,2 метра. Филашкин также сообщил, что из водохранилища вышло 15 млн м3 воды. По мнению Meduza, в возможной зоне затопления находится трасса, по которой осуществляется снабжение гарнизона Курахово, а также ряд населённых пунктов, контролируемых ВСУ.
12 ноября 2024 года Телевизионная служба новостей опубликовала снятый с дрона видеоролик, на котором виден момент взрыва дамбы. В первой части видео показаны последствия взрыва, во второй — сам взрыв.
12 ноября начальник Кураховской городской военной администрации Роман Падун сообщил СМИ, что в сёлах, расположенных ниже по течению реки Волчья, уровень воды продолжает увеличиваться, но угрозы подтопления нет.

## Ответственность за подрыв
Глава Донецкой областной администрации Владимир Филашкин обвинил в повреждении плотины Россию. Украинский журналист Андрей Цаплиенко предположил, что взрыв был организован вооружёнными силами Украины с целью избежать окружения. Эту же версию выдвинули российские военные блогеры.
Издание «Meduza», проанализировав видео взрыва плотины, отметило, что случившееся стало следствием подрыва мощного боеприпаса внутри плотины. Оно отмечает, что село Старые Терны, в котором размещена плотина, контролировалось украинскими войсками, а подрыв её российскими войсками вряд ли возможен технически.
Издание «Важные истории», проанализировав видео взрыва, сообщило, что взрывное устройство, вероятно, было заложено в технические помещения плотины. Также издание отметило, что в кадре после взрыва появляются два человека, предположительно являющиеся военнослужащими Украины.
Институт изучения войны не смог определить, кто совершил подрыв плотины.